# Edward H. Kruse
Edward H. Kruse (* 22. Oktober 1918 in Fort Wayne, Indiana; † 4. Januar 2000 in Fort Lauderdale, Florida) war ein US-amerikanischer Politiker. Zwischen 1949 und 1951 vertrat er den Bundesstaat Indiana im US-Repräsentantenhaus.

## Werdegang
Edward Kruse besuchte bis 1936 die South Side High School in Fort Wayne und studierte danach bis 1942 an der Indiana University. Nach einem anschließenden Jurastudium und seiner im Jahr 1942 erfolgten Zulassung als Rechtsanwalt begann er in diesem Beruf zu arbeiten. Während des Zweiten Weltkrieges diente er zwischen 1942 und 1945 in der US Navy.
Politisch war Kruse Mitglied der Demokratischen Partei. Bei den Kongresswahlen des Jahres 1948 wurde er im vierten Wahlbezirk von Indiana in das US-Repräsentantenhaus in Washington, D.C. gewählt, wo er am 3. Januar 1949 die Nachfolge von George W. Gillie antrat. Da er im Jahr 1950 dem Republikaner E. Ross Adair unterlag, konnte er bis zum 3. Januar 1951 nur eine Legislaturperiode im Kongress absolvieren. Nach seinem Ausscheiden aus dem US-Repräsentantenhaus fungierte Edward Kruse als Richter im Allen County. Außerdem war er im Bankgewerbe und als Finanzberater sowie als privater Geschäftsmann tätig. Er starb am 4. Januar 2000 in Fort Lauderdale.